# オットー・ヘルダー
オットー・ルードウィヒ・ヘルダー（Otto Ludwig Hölder、1859年12月22日 – 1937年8月29日）は、ドイツの数学者。
1859年、シュトゥットガルトにて生まれる。初めはPolytechnikum（現シュトゥットガルト大学）で学んでいたが、1877年にベルリンに移り、レオポルト・クロネッカー、カール・ワイエルシュトラス、エルンスト・クンマーに学んだ。
1882年にテュービンゲン大学で博士号を得る。1899年から退職までライプツィヒ大学で働いた。
彼の名は数学に数多く残されており、ヘルダーの不等式、ジョルダン＝ヘルダーの定理、ヘルダーの定理、ヘルダー条件、ヘルダー平均などがある。